# Préserville
Préserville (okzitanisch Preservila) ist eine französische Gemeinde mit 765 Einwohnern (Stand: 1. Januar 2022) im Département Haute-Garonne  in der Region Okzitanien. Sie gehört zum Arrondissement Toulouse und zum Kanton Escalquens. Die Einwohner werden Préservillais genannt.

## Geographie
Préserville liegt etwa 16 Kilometer südöstlich von Toulouse in der Landschaft Lauragais am Fluss Marcaissonne. Umgeben wird Préserville von den Nachbargemeinden Sainte-Foy-d’Aigrefeuille im Nordwesten und Norden, Lanta im Norden und Nordosten, Aurin im Osten, Tarabel im Osten und Südosten, Labastide-Beauvoir im Südosten und Osten, Fourquevaux im Süden sowie Odars im Westen.

## Bevölkerungsentwicklung
| Jahr                       | 1962 | 1968 | 1975 | 1982 | 1990 | 1999 | 2007 | 2020 |
| Einwohner                  | 279  | 218  | 263  | 277  | 297  | 359  | 527  | 723  |
| Quellen: Cassini und INSEE |      |      |      |      |      |      |      |      |

## Sehenswürdigkeiten
- Kirche Saint-Antoine aus dem 15. Jahrhundert, Monument historique

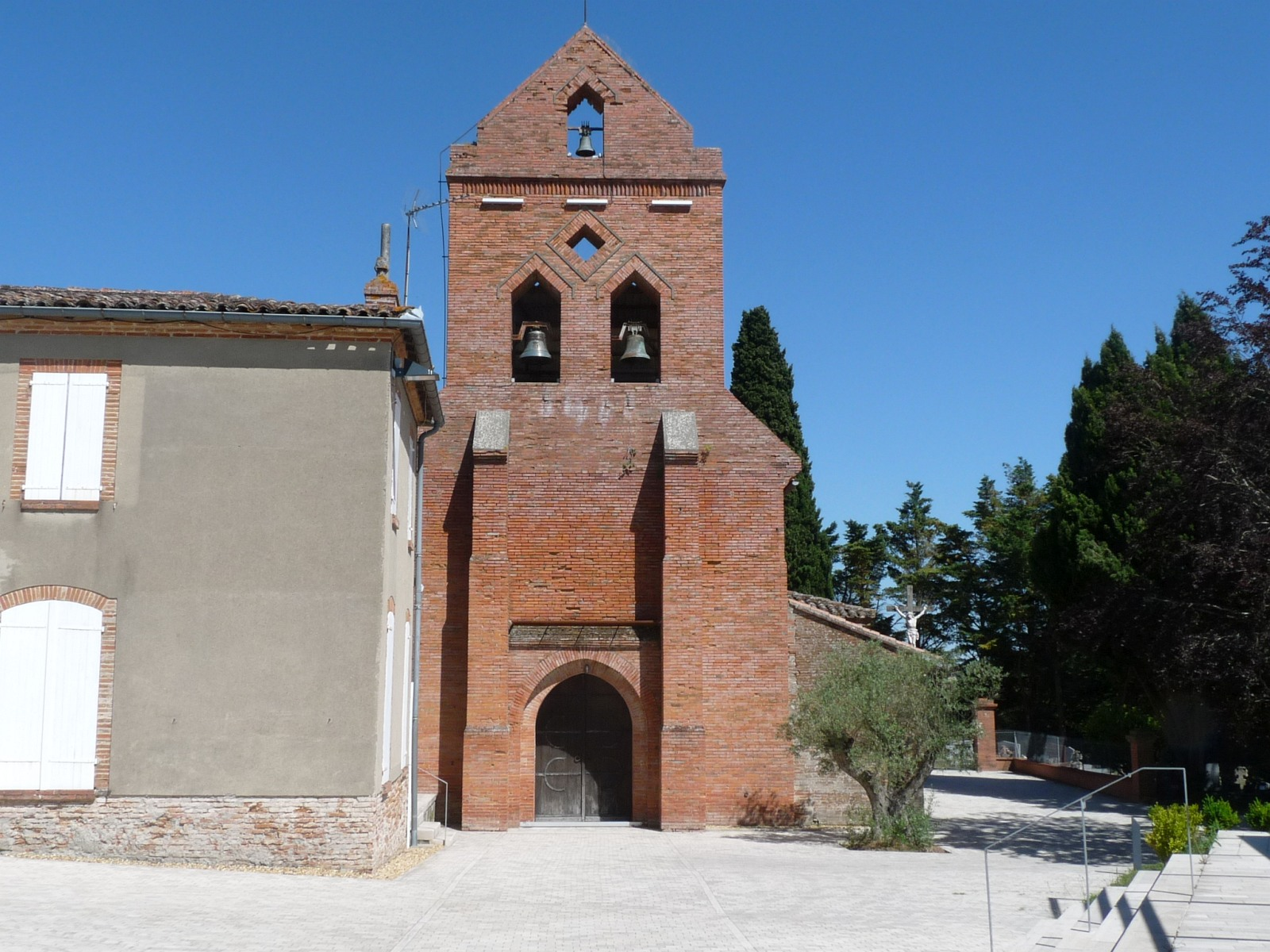
Kirche Saint-Antoine

- Wasserturm